# 湖浦站
湖浦站（：／ Hopo yeok */?）是釜山地鐵2號線沿線的一座地面車站，位於韓國慶尚南道梁山市東面架山里。

## 車站結構
站體為2面3線的雙島式月台，西側有1面月台目前未開放，現僅使用其餘1面2線的島式月台。
候車月台設有月台幕門，可轉乘對向列車，並有出口3處。

### 月台配置
| 金谷 ↑          |
| 下 上 \| 未使用 |
| ↓ 甑山          |

| 月台 | 路線               | 目的地                                                              |
| ---- | ------------------ | ------------------------------------------------------------------- |
| 上行 | ●釜山都市铁道2号线 | 德川、西面、海雲臺、萇山方向                                        |
| 下行 | ●釜山都市铁道2号线 | 釜山大學梁山分校、南梁山、梁山方向 進入湖浦車輛基地的列車在此站終着 |

## 歷史
- 1999年6月30日：落成啟用。

## 車站周邊
- 湖浦村
- 湖浦新村
- 湖浦車輛基地（朝鲜语：호포차량사업소）
- 梁山貨物運輸聯運站
- 梁山市佳山里湖浦倭城遺址

## 圖片

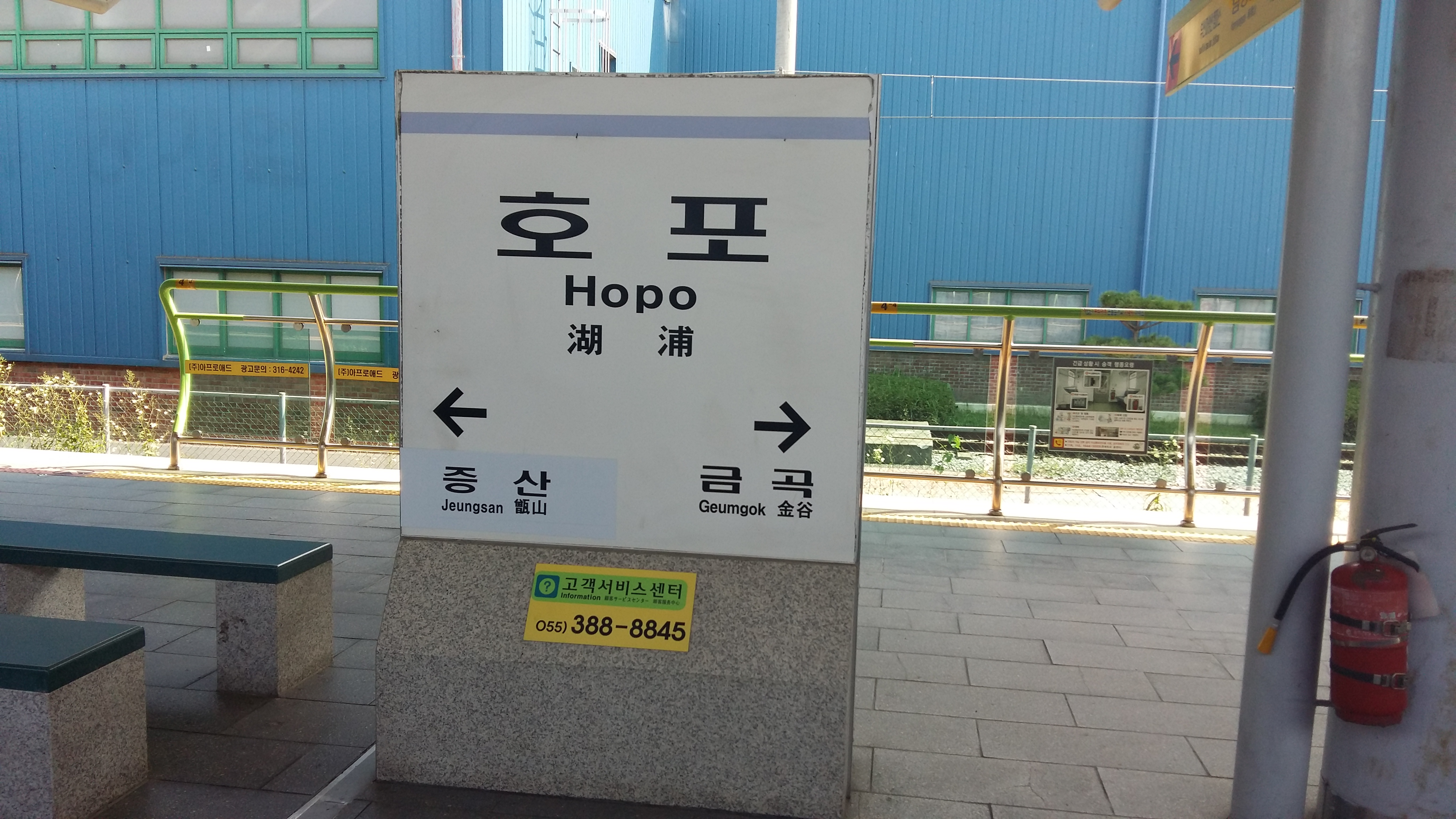
站名牌
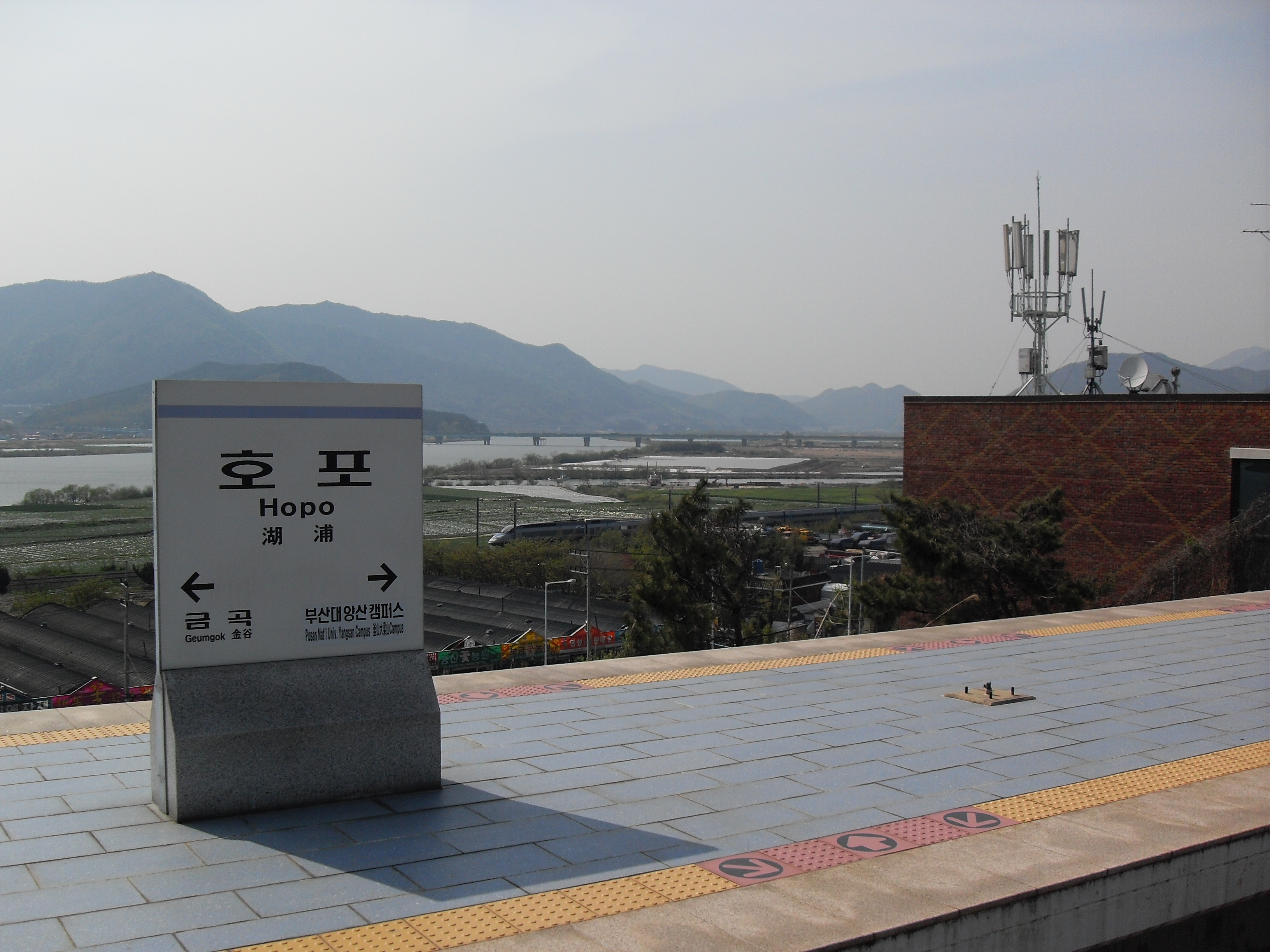
站名牌與候車月台
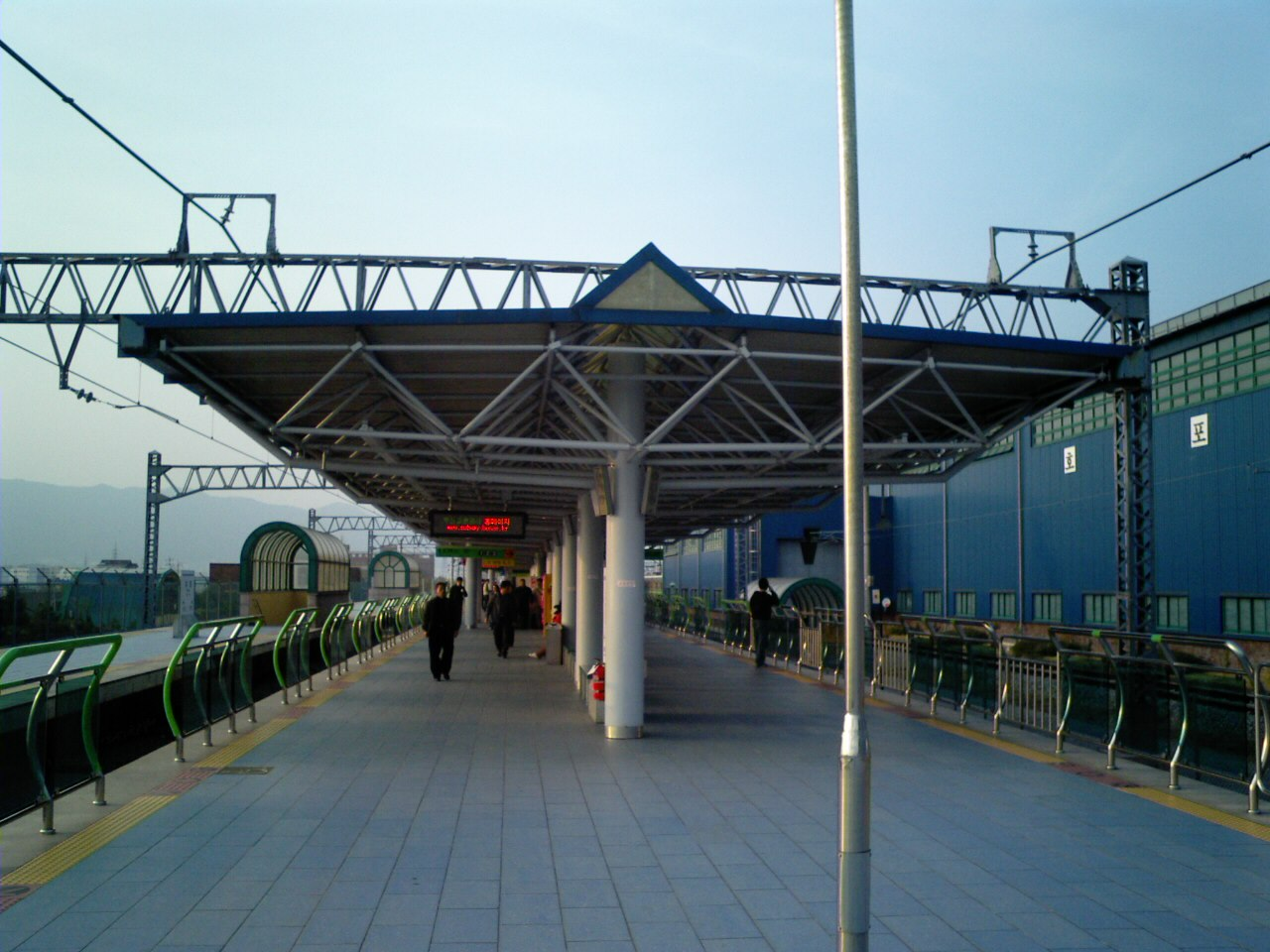
候車月台（裝設月台門前）
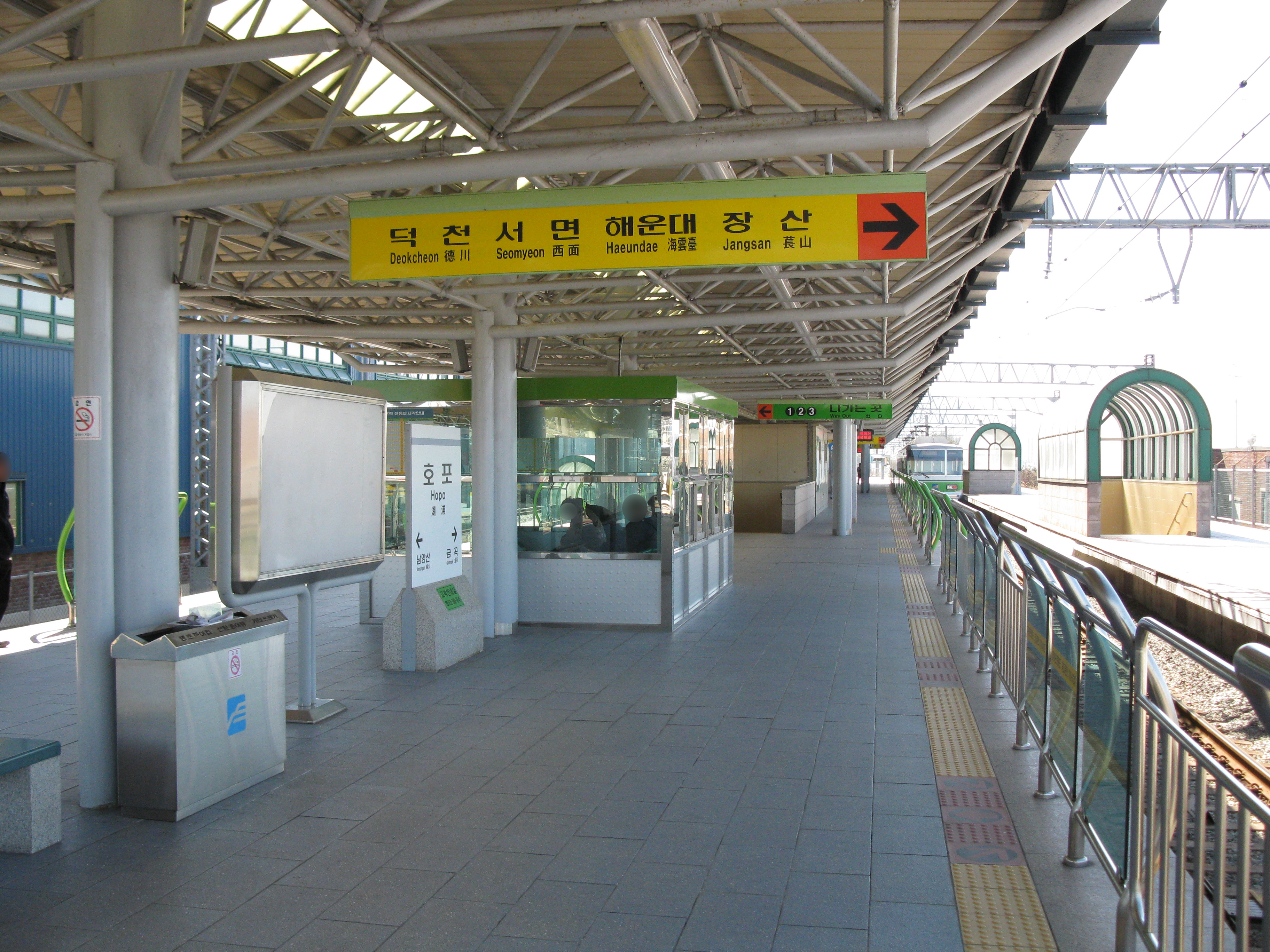
候車月台（2009年）
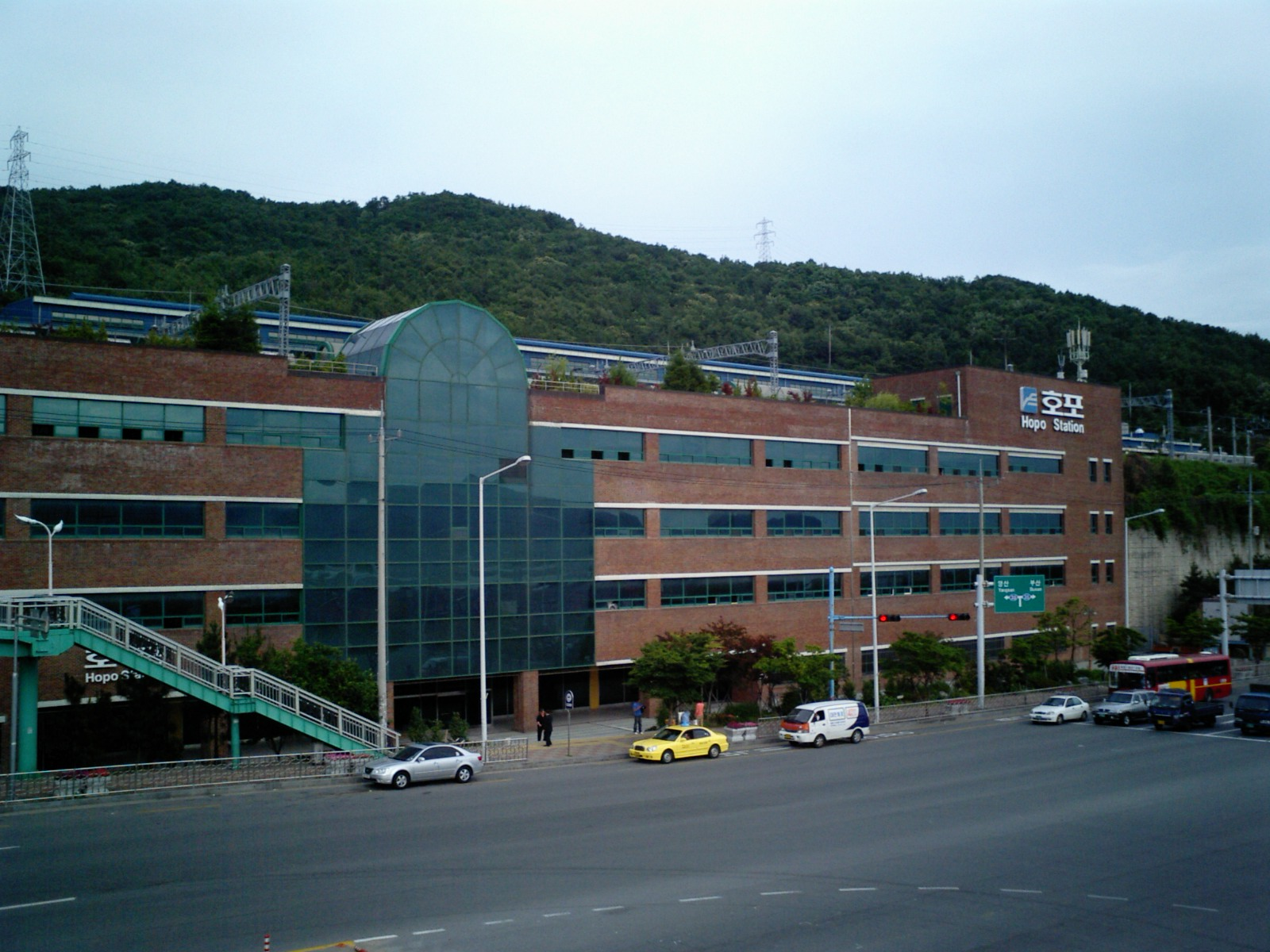
車站建築（2009年）

## 相鄰車站
釜山交通公社
●釜山都市铁道2号线
金谷（238）－湖浦（239）－甑山（240）